# Jeremy Hazell
Jeremy Hazell, né le 26 mars 1986 à Harlem, est un joueur américain professionnel de basket-ball évoluant au poste d'arrière.

## Biographie
Avec l'université américaine de Seton Hall (de 2007 à 2011), il marque 22,7 points par matchs lors de sa deuxième saison, 20,4 lors de sa troisième et 19,9 lors de sa quatrième et dernière saison en NCAA. Non drafté en 2011, il enchaine avec Alicante (Espagne) puis Bakersfield Jam (États-Unis), Cañeros del Este (République dominicaine), BC Juventus (Lituanie) et Virtus Bologne (Italie) en 2014-2015. Le 29 juillet 2015, il signe pour l’Élan Chalon. Au mois de juin 2016 il signe avec le club de l'élite Turque Usak Sport pour la saison 2016-2017 en Ligue BSL mais il se fait licencié fin octobre 2016 après seulement cinq rencontres. Il retrouve un club début 2017 en Italie au Victoria Libertas Pesaro en lutte pour le maintien en LegA.

## Amateur
High School
- ????-2007 :  The Patterson School (HS)

Université
- 2007-2011 :  Pirates de Seton Hall (NCAA I)

## Clubs
- 2011 :  CB Lucentum Alicante (Liga ACB)
- 2011-2012 :  Jam de Bakersfield (D-League)
- 2012 :  Cañeros des Este (1er Division)
- 2013-2014 :  Utenos Juventus (LKL)
- 2014-2015 :  Virtus Bologne (LegA)
- 2015-2016 :  Élan sportif chalonnais (Pro A)
- 2016-fin octobre 2016 :  Uşak Sportif (BSL)
- depuis 2017 :  Victoria Libertas Pesaro (LegA)

## Palmarès
- Finaliste de la Leaders Cup : 2016